# 阿戈斯-维达洛斯
阿戈斯-维达洛斯（法語：Agos-Vidalos，法語發音：[aɡɔs vidalɔs]）是法国上比利牛斯省的一个市镇，属于阿热莱斯加佐斯特区。该市镇于1846年由原市镇阿戈斯（Agos）和维达洛斯（Vidalos）合并而成。

## 地理
阿戈斯-维达洛斯（43°2'13"N, 0°4'18"W）面积6.11 平方千米，位于法国奧克西塔尼大區上比利牛斯省，该省份为法国西南部内陆省份，北至热尔省，西接大西洋比利牛斯省，南与西班牙接壤，东临上加龙省。
与阿戈斯-维达洛斯接壤的市镇（或旧市镇、城区）包括：维热、乌祖、艾扎克-奥斯特、博-锡扬、热村、热尔、奥桑。
阿戈斯-维达洛斯的时区为UTC+01:00、UTC+02:00（夏令时）。

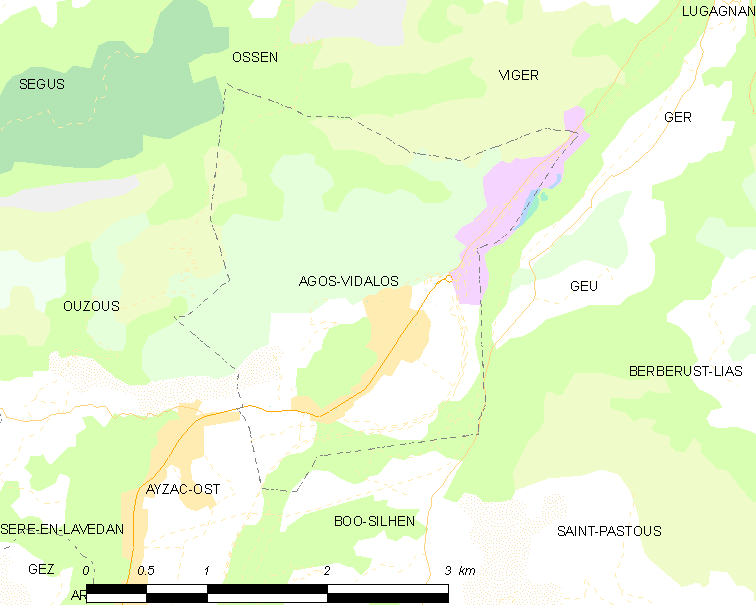
阿戈斯-维达洛斯的OSM定位图

## 行政
阿戈斯-维达洛斯的邮政编码为65400，INSEE市镇编码为65004。

## 政治
阿戈斯-维达洛斯所属的省级选区为激流谷县。

## 人口

1962-2008年间阿戈斯-维达洛斯人口变化图示

阿戈斯-维达洛斯于2022年1月1日时的人口数量为393人。